# Anjou Franciska nápolyi királyi hercegnő
Anjou Franciska (1351. október – Nápoly, 1352. június 2.), olaszul: Francesca d'Angiò, franciául: Françoise d'Anjou, nápolyi királyi hercegnő és trónörökös. A Capeting-ház Anjou-ágának a tagja.

## Élete
Édesapja Tarantói Lajos herceg. Édesanyja I. Johanna nápolyi királynő. Szülei 1346-ban kötöttek házasságot.
Apai nagyszülei: I. Fülöp tarantói herceg és II. Katalin címzetes konstantinápolyi latin császárnő.
Anyai nagyszülei: Anjou Károly calabriai herceg és Valois Mária francia királyi hercegnő.
Anyja előző házasságából volt egy féltestvére is, Károly, aki azonban két és fél éves korában, 1348-ban meghalt.
Franciskának volt egy édestestvére, Katalin, aki 1348-ban született, és 1349-ben meghalt.
Apja, Tarantói Lajos 1362. május 26-án, 42 évesen halt meg, és két törvénytelen leánya is született. Egyik lánya, Esclarmunda, aki I. (Capuai) Lajos (–1397), altavillai grófhoz ment feleségül, és akinek a fia, András (1374/78–1425) Chiaromontei Konstancia (1375/76–1423 körül) nápolyi királynét, I. László nápolyi király első, elvált feleségét vette nőül. Másik házasságon kívül született lánya, Klemencia (Konstancia) volt, akinek a férje I. János, Amendolea ura lett.
Amikor 1362-ben apja meghalt, 1363. szeptember 26-án Johanna újból férjhez ment, ezúttal IV. Jakab mallorcai királyhoz, akitől pár hónap múlva teherbe esett, ám a 38 éves asszony elveszítette a magzatot.
1375-ben Jakab elhunyt, s özvegye egy év múlva ismét oltár elé állt. Új hitvese Braunschweigi Ottó tarantói herceg lett, akitől már nem születtek gyermekei. Johanna 1382-ben, Ottó pedig 1399-ben halt meg.
Franciska 1352. június 2-án nyolc hónaposan Nápolyban halt meg. Johannát egy gyermeke sem élte túl.

## Külső hivatkozások
- FMG/Sicily/Naples Kings (Hozzáférés: 2015. január 17.)
- Euweb/Capet/Anjou (Hozzáférés: 2015. január 17.)

| Előző Anjou Mária | Nápolyi trónörökös 1351 – 1352 | Következő Anjou Mária |